# オルゴール (映画)
『オルゴール』は、1989年の日本の映画。
黒土三男監督の初監督作品であり、また俳優としても活動しているシンガーソングライター、長渕剛の初主演映画である。
第7回ゴールデングロス賞では優秀銀賞を受賞した。
TBS系テレビドラマ、『とんぼ』の世界観を継承した作品だが、登場人物は異なる設定となっている。

## あらすじ
ヤクザである神崎勇次（長渕剛）はかつて身を寄せた阿南連合会長の阿南（寺田農）から命を狙われていたが、最も気掛かりだったのは服役中に生まれた顔も知らない一人息子の蓮の事だった。しかし、既に早苗（永島暎子）とは離婚しており、半ば騙されたような形で会わない事を条件に飲まされていた。妹のきよ（仙道敦子）は弟分である翔（哀川翔）との結婚を控えており、気難しい勇次にとって二人はかけがえのない家族であり理解者であった。

## キャスト
キャスト名の太字はとんぼにも出演した役者
- 神崎勇次（かんざきゆうじ）（ヤクザ・阿南興業元組員） - 長渕剛
- 神崎きよ（かんざききよ）（勇次の妹） - 仙道敦子
- 新居翔（あらいしょう）（勇次の舎弟） - 哀川翔
- 早苗（さなえ）（勇次の元妻） - 永島暎子
- 仙吉（せんきち）（阿南興業組員・勇次の兄弟分） - 石倉三郎
- 阿南勝成（あなんかつなり）（阿南連合会長） - 寺田農 （『とんぼ』の八田昇と同じ位置づけ）
- 田尻豊 - 成瀬正孝
- 瀬川浩（阿南が差し向けた殺し屋） - 中村ゆうじ
- 品川（阿南興業組員） - 遠藤憲一
- 妹尾アキオ（阿南興業組員） - 寺島進
- 神田二郎 - 中島陽典
- 滝 - 伊藤洋三郎
- 竹本 - 奈津あつし
- 杉田 - 政
- 薗部一郎 - 戸田信太郎
- 高山 - 鈴木和久
- 丸池 - 丸林昭夫
- 朱美 - 根本里生子
- 久保 - 森美智夫
- 太郎 - 堀裕晶
- 蓮（勇次が服役中に生まれた息子） - 加藤雅典
- 田代 - 磯村憲二
- 飯島 - 浦野真彦
- 瞳 - 中島ひろ子[注 1]
- 百合子 - 城戸真亜子
- 峰山 - 平田満
- 久保静子 - 多岐川裕美
- 土門修造（汚職刑事） - 中村嘉葎雄
- 今里恭平（いまざときょうへい）（古物商） - 大滝秀治（特別出演）
- 松浪志保、小川美那子、戸田信太郎、五野上力、岩城正剛　ほか

## 製作

### スタッフ
- 監督・脚本：黒土三男
- 原案・音楽監督：長渕剛
  - 編曲：瀬尾一三、国吉良一
- 企画：黒澤満、後藤由多加
- プロデューサー：青木勝彦、田中義則
- アシスタントプロデューサー：和井内貞宣
- 撮影：仙元誠三
- 照明：渡辺三雄
- 美術：中村州志
- 録音：北村峰晴
- 編集：川島章正
- 助監督：伊藤裕彰、明石知幸、鈴木宏志、蝶野博
- 記録：白鳥あかね
- キャスティング：飯塚滋
- 製作主任：坂本忠久
- 製作担当：山本勉
- 音楽プロデューサー：山里剛、高桑忠男
- 音響効果：伊藤進一（東洋音響カモメ）
- 書画：中川一政
- 陶器：辻村史朗
- 擬斗：國井正廣
- 特殊メイク：原口智生
- ガンアドバイザー：BIG SHOT
- カースタント：野中義文
- スチール：大川奘一郎、野上哲夫
- 録音スタジオ：にっかつスタジオセンター
- 現像：東映化学
- スタジオ：東映東京撮影所
- 製作協力：セントラルアーツ
- 制作著作：東映株式会社

### 主題歌・挿入歌
- 主題歌「激愛」（作詞・作曲：長渕剛／編曲：瀬尾一三、長渕剛／歌：長渕剛）
- 挿入歌「シェリー」（作詞・作曲：長渕剛／編曲：笛吹利明／歌：長渕剛）

## ビデオ・DVDリリース
- 1991年2月27日、VHS、LD、東芝EMI
- 1996年11月21日、VHS、東映ビデオ
- 2003年2月21日、DVD、東映ビデオ、『長渕剛BOX THE MOVIE』収録
- 2005年9月21日、DVD、東映ビデオ
- 2009年6月1日、DVD、東映ビデオ、廉価版
- 2011年11月1日、DVD、TOEI COMPANY、東映オールスターキャンペーン

## 作品の評価

### 受賞歴
- 第7回ゴールデングロス賞優秀銀賞[3]